# 白鳥神社 (えびの市)

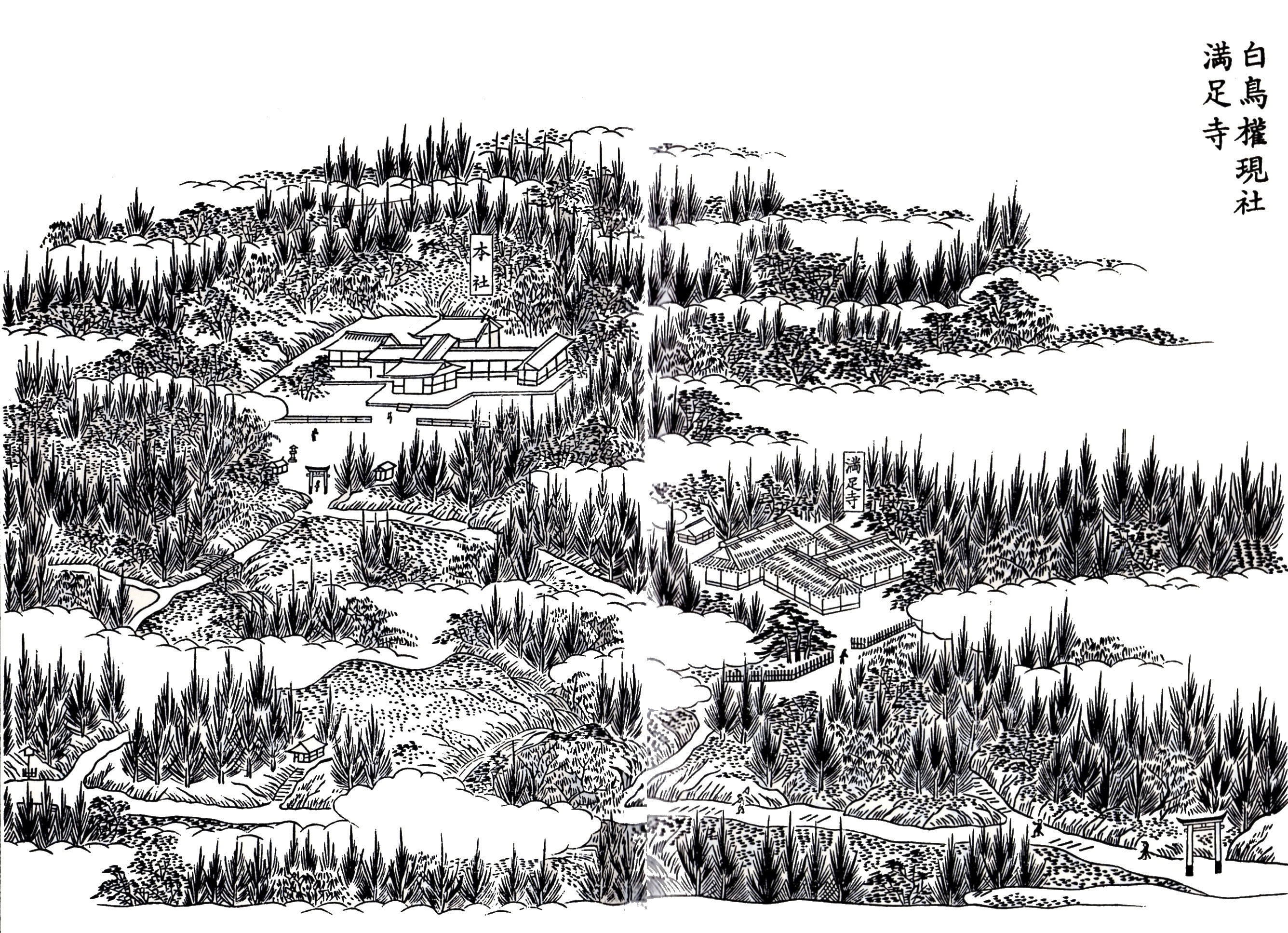
江戸時代後期の白鳥神社（『三国名勝図会』）

白鳥神社（しらとりじんじゃ）は、宮崎県えびの市南部の白鳥山北中腹にある神社である。霧島六社権現の1社に数えられたとする文献もある古社だが、通説では、霧島六社権現のページにある通りである。旧社格は県社。

## 祭神
日本武尊を祀る。

## 由緒
応和年間（一説に天暦年間。ともに10世紀後葉）、霧島山を訪れていた性空が白鳥山の頂上付近にある六観音御池の畔の六観音堂で法華経を唱えていたところ、白髪の老人が現れて「我は日本武尊であり白鳥となってこの山に住んでいるが、我を祀る神社を建てよ」と語り白鳥と化して飛び去ったことにちなみ、白鳥山中腹に聖観音を本地とする白鳥権現社として創建されたと伝わる。因みに日本武尊が霧島山中にあらわれたのは、かつて熊襲を討った因縁があったためといわれ、そこから後世軍神として崇められることともなった。

### 歴史
祭神が軍神とされていたことから、天正4年（1576年）に島津義久が参詣する等領主の崇敬を集め、天正20年には社領30町（3,600坪）が諸役免除とされている。とりわけ島津氏からは代々の崇敬を受けていたと思われ、島津義弘は戦に赴く前にここで武運を祈願し、慶長6年（1601年）から同10年にかけて社殿の新築を行ったり社領200石を寄進するなどしており、その後も同氏による当神社への祈願や戦勝の報賽としての寄進が行われている。また、山麓の飯野郷や丘郷では白鳥を殺すことが禁じられていたという。
明治維新に際して現社名へ改称し、明治38年（1905年）県社列格、同40年2月に神饌幣帛料供進神社の指定を受けた。
なお、性空は当神社創祀と同時に近くに別当寺として白鳥山金剛乗院満足寺（天台宗）を創建したという。これは後に荒廃して神社のみが残される状態となったため、室町時代初期の応永10年（1403年）に光尊阿闍梨によって真言宗寺院として再興され、『三国名勝図会』によると江戸時代には参詣者も多く隆盛であったというが、明治3年に廃寺となった。

## 祭祀
戦前までは例祭に天鈿女命の舞とされた神化舞が奉納されていた。

## その他
近くに白鳥温泉があり、江戸時代には寺院の僧侶たちが入浴していたといわれる。毎年11月上旬にえびの白鳥観光祭が開催される。元禄16年（1703年）、境内にあったアカマツの巨木が東大寺大仏殿の屋根を支える虹梁として使用された（「東大寺大仏殿虹梁」参照）。